# Arroyuelo
Arroyuelo es una localidad y una Entidad Local Menor situada en la provincia de Burgos, comunidad autónoma de Castilla y León (España), comarca de Las Merindades, partido judicial de Villarcayo, ayuntamiento de Trespaderne.

## Geografía
Limita con las poblaciones de Villapanillo, Santotís, Cadiñanos y Trespaderne, y en otros tiempos supuso un importante punto de comunicación en la comarca mediterránea. En 2021 presentaba una población de 25 habitantes, que se ve incrementada por numerosos veraneantes en la época estival.
- Latitud: 42º 49' 59" N
- Longitud: 03º 22' 59" O

### Comunicaciones
Carretera local BU-V-5501 que nos conduce a la autonómica BU-550 que discurre entre Trespaderne N-629 y el límite provincial (valle de Mena) con Álava en Arceniega, continuando bajo la denominación A2604.

## Historia
Villa perteneciente a la Merindad de Cuesta-Urria en el Partido de Castilla la Vieja en Laredo, con doble jurisdicción, de realengo en la merindad y de abadengo ejercida por el monasterio de San Salvador cuyo abad su alcalde ordinario.
A la caída del Antiguo Régimen queda agregado al ayuntamiento constitucional de Merindad de Cuesta-Urria , en el Partido de Villarcayo perteneciente a la región de Castilla la Vieja.
En 1896, pasa a formar parte del nuevo Ayuntamiento de Trespaderne, segregándose de la merindad.

## Monumentos de interés
Arroyuelo cuenta con la Iglesia de San Nicolás de Bari, donde cabe destacar el retablo mayor, la capilla consagrada a la Inmaculada y sobre todo el Cristo de Arroyuelo tallado en el siglo XIV.

## Fiestas
Las fiestas de Arroyuelo se celebran el segundo fin de semana de septiembre. Reúnen a numerosas personas que se acercan tanto por el buen clima estival así como por los festejos que se organizan.

## Parroquia
Iglesia de San Nicolás de Bari, dependiente de la parroquia de Trespaderne en el arciprestazgo de Medina de Pomar, diócesis de Burgos.